# Nova (fusée)
Pour les articles homonymes, voir Nova (homonymie).

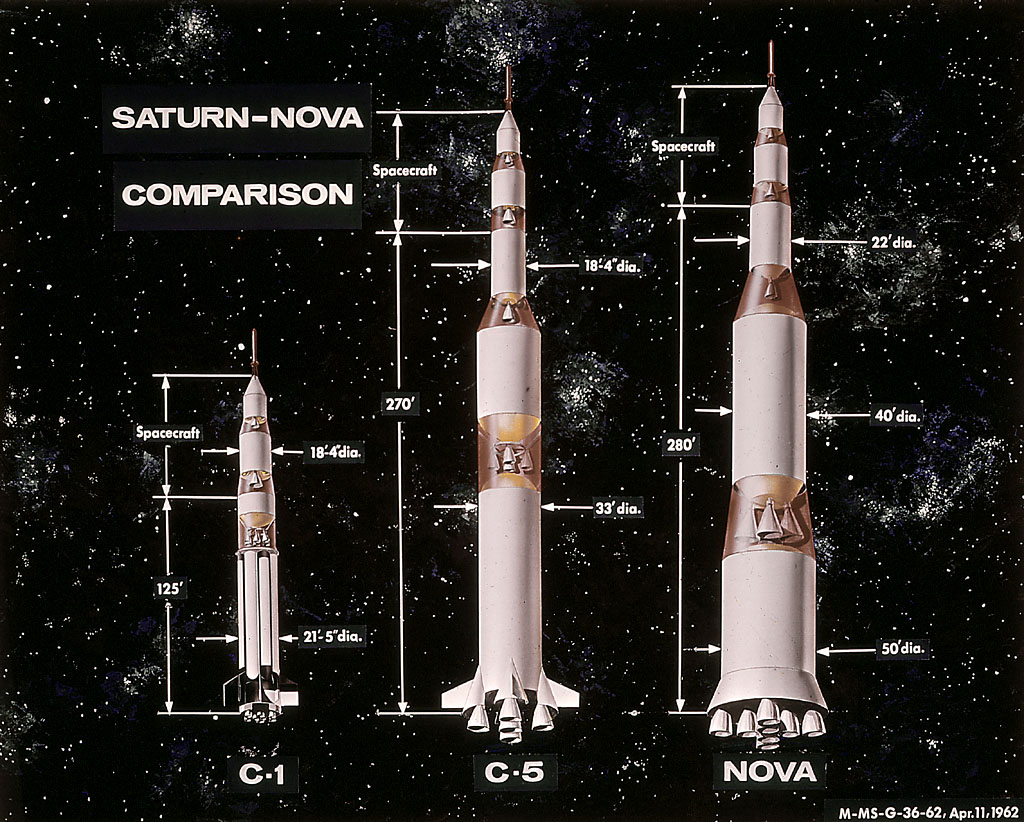
Comparaison des fusées Saturn 1, Saturn V et Nova 8L.

Nova est le nom donné à une famille de fusées spatiales de très grande puissance étudiée par l'agence spatiale américaine (NASA) entre 1959 et 1964.
Elles sont d'abord étudiées afin de réaliser les missions lunaires du programme Apollo, prévoyant une mise en orbite lunaire de charge comprise entre 48  et   75 tonnes (Saturn C5 : 47 tonnes) avec jusqu'à 10 moteurs F-1 équipant son premier étage. Plusieurs technologies furent étudiées : certaines étaient de simples évolutions par rapport aux solutions mises en œuvre sur la fusée Saturn V (plus grand nombre de moteurs, réservoirs plus importants), d'autres faisaient appel à des concepts nouveaux : propulseurs à poudre géants, utilisation de l'énergie nucléaire. Le choix du scénario du rendez-vous en orbite lunaire (LOR), qui ne nécessitait pas une fusée aussi puissante, entraîna l'abandon en 1962 du lanceur Nova au profit de la fusée Saturn V. 
Par la suite l'appellation Nova fut appliquée à une série de lanceurs encore plus puissants destinés aux futures missions vers Mars, prévoyant une capacité d'emport jusqu'à 5 fois celle de Saturn V, avec une charge utile en LEO jusqu'à 588 tonnes en orbite basse LEO en 1977.
Les études sur ces lanceurs furent abandonnés en 1964.